# DmC: Devil May Cry
DmC: Devil May Cry — компьютерная игра 2013 года в жанре слэшер, разработанная британской компанией Ninja Theory и изданная Capcom для ПК под управлением Windows и консолей PlayStation 3 и Xbox 360. Игра является частью и перезапуском серии Devil May Cry, а также первой игрой в серии, которую разработала не внутренняя студия Capcom. Игра впервые вышла в январе 2013 года. В России игра была издана компанией «1С-СофтКлаб» и выпущена с оригинальной голосовой дорожкой и переведёнными субтитрами.

## Игровой процесс
Игра представляет собой смесь жанров слэшер и приключенческого боевика с элементами платформера в плане перемещения по локациям и RPG в плане открытия новых навыков и умений. Геймплей можно разделить на три части: бой, перемещение и битва с боссами. Основные противники в игре это разнообразные демоны. Их уничтожение является одной из главных задач игрока. Появление демонов сопровождается блокировкой единственного выхода. Так что игроку нужно уничтожить всех демонов, чтобы пройти дальше. По мере продвижения число демонов растёт, а также появляются новые разновидности и их сочетания, что усложняет игру. Часть игры, где главное — быстрое перемещение, замешана на комбинациях умений главного героя. Игроку нужно пройти данный отрывок пути как можно быстрее, так как в большинстве случаев сам город начинает трансформироваться, пытаясь убить игрока. Перемещение осуществляется не только стандартным бегом и прыжками, но и двумя видами хлыстов, а также особыми платформами-ускорителями. Бой с боссами заключается в нанесении цепочек ударов по их слабым местам, а также выполнении особых условий, чтобы эти места были доступны для атак. Часто в игре боссы имеют несколько полос здоровья. Для их уничтожения требуется несколько раз выполнять требуемые условия. С каждым разом боссы становятся сильнее, а также используют новые атаки. После их смерти, чаще всего, игрок получает новое оружие.
Данте же может использовать различные виды оружия. Вообще, сам игровой процесс потерпел изменения. Теперь в игре нет «Lock-on», который являлся своеобразным прицелом в ранних играх серии. В DmC у игрока есть два типа атак: простая и сильная, на которые и разбросаны атаки, ранее замешанные на «Lock-on». Имеются три боевых режима. Первый является стандартным. В нём Данте использует свой меч, Мятежник (англ. Rebellion) и пару пистолетов, Чёрный и Белый (англ. Ebony and Ivory). Данте способен наносить удары различной степени тяжести и скорости, а также использовать огнестрельное оружие для удержания противников. Второй режим называется «Режим Ангела» (англ. Angel Mode). В нём Данте использует косу, Озирис (англ. Osiris), или же пару клинков-бумерангов, Аквила (англ. Aquila). Используя пистолеты в данном режиме, Данте превращает свой меч в ангельский хлыст, который притягивает Данте к противникам. Ангельское оружие и хлыст используются при прохождении: хлыстом Данте зацепляется за специальные уступы, чтобы переместиться, а косу или клинки-бумеранги использует для уничтожения особых преград. Последний режим называется «Режим Демона» (англ. Demon Mode). В нём меч Данте трансформируется в адскую секиру, Арбитр (англ. Arbiter), а также пару своеобразных перчаток, Эрикс (англ. Eryx). При использовании же пистолетов в данном режиме, результат выходит противоположный «Ангельскому режиму»: на сей раз враги сами притягиваются к Данте. Также крюком можно вырывать из рук противников щиты, что облегчает процесс их уничтожения. Оружие в демоническом режиме также способно уничтожать особые преграды. Многие демоны могут быть голубого или красного оттенка, что позволяет атаковать их лишь оружием в ангельском или демоническом режиме.
Игра рассчитана на разных игроков благодаря разнообразным уровням сложности. Изначально их даётся всего три: «Человек» (англ. Human), «Охотник на демонов» (англ. Devil Hunter) и «Нефилим» (англ. Nephilim — Исполин). После прохождения на одном из них открывается следующий уровень, после него более сложный и так далее. «Сын Спарды» (англ. Son of Sparda) характеризуется устойчивыми к урону врагами с довольно неоднородной схемой поведения. После прохождения на нём становится доступен «Данте должен умереть» (англ. Dante Must Die), который является усложнённой моделью предыдущего уровня сложности: более быстрые и сильные противники. Уровень «Небеса или Ад» (англ. Heaven or Hell) даёт всем противникам ещё больше силы, которой достаточно для убийства игрока с одного попадания, но и сам Данте способен убить любого противника или босса с одного удара. Последний уровень сложности «Ад и Ад» (англ. Hell and Hell) является самым сложным: противники в нём крайне устойчивы к повреждениям, тогда как сам Данте гибнет от единственного удара. Сама смена уровня сложности отличается не только силой противников, но и их количеством, комбинациями вариаций демонов на данном уровне, а также новыми атаками боссов.
Также изменилась и сама система подсчёта очков, став более наглядной: в углу экрана, где игрок может видеть свой ранг, ведётся подсчёт очков за каждый проведённый приём. На это влияет разнообразие приёмов и использованного оружия, количество противников, которым нанесён урон за один приём, перемещение игрока, а также количество собранных в процессе боя сфер. На найденные в процессе игры сферы игрок может покупать себе различные бонусные приёмы и дополнительные предметы в специальном меню закупок доступное через Божественные статуи. В игре есть два типа «валюты»: Красные сферы (англ. Red Orbs) для покупки различных предметов и Очки улучшения (англ. Upgrade Points) для улучшения умений и приёмов.
В игре, к общему числу бонусов, подключились два новых вида. Первый — Потерянные души (англ. Lost Souls). Уничтожая и освобождая их, игрок получает дополнительные очки в конце миссии. Второй — Ключи (англ. Secret Keys) и Двери (англ. Secret Doors). Добывая ключи и открывая ими двери, игрок попадает в секретные уровни. Там, выполняя поставленные условия, игрок получает особые кресты для увеличения уровня здоровья Данте или шкалы «Адского курка».
Ещё у Данте имеется ранее известный режим «Адский курок» (англ. Devil Trigger), в котором Данте использует свою демоническую силу. В нём у Данте цвет волос меняется на белый, плащ становится ярко-красным, а сам мир вокруг становится бледным и бесцветным. Скорость и сила Данте возрастают, а его здоровье постепенно восстанавливается. Шкала этого режима пополняется по мере уничтожения врагов. В игре есть особые кресты, увеличивающие размер шкалы. Чем она больше, тем дольше Данте способен находиться в данном состоянии.
Также в игру добавлен режим практики. В нём игроки могут отрабатывать как сами приёмы и их цепочки, так и различные уже имеющиеся комбо и их сочетания. Все приёмы высвечиваются на экране в указанном порядке. Для отработки приёма игроку даётся рядовой демон.

## Сюжет
Действие игры разворачивается в Лимбо-сити (англ. Limbo City). Главный герой — юноша по имени Данте, живущий в фургончике возле парка аттракционов. Однажды к нему приходит Кэт — неизвестная девушка со способностями медиума, которая предупреждает его о некой «опасности». После этого Данте попадает в Лимбо — искажённое демоническое отражение реального мира. Используя свои необычайные способности Данте уходит от преследования, а затем побеждает демона-охотника.
На следующий день, Данте и Кэт направляются в штаб-квартиру некой организации под названием «Порядок» (англ. The Order) под руководством некого Вергилия. Он объясняет брату, что они — последний барьер между людьми и демонами, не дающий последним поработить мир. Он просит Данте присоединиться к ним, дабы помочь им уничтожить демонов. Они отправляются в неизвестный особняк, исследуя который Данте узнаёт правду: Вергилий — его брат-близнец, а сами они — нефилимы, дети ангела и демона. Вергилий объяснил Данте, что когда-то давно была долгая борьба между ангелами и демонами. Самым могущественным из них был Мундус, а его правой рукой — Спарда. Но последний предал Мундуса, взаимно влюбившись в Еву. Этот поступок был оценён демонами как преступление против всей расы. Они убили Еву, а Спарду заключили в Аду, однако перед этим у них родились дети — Данте и Вергилий. В людском мире, Мундус известен как Кайл Райдер — владелец крупнейшего банка, который с помощью долгов держит под контролем весь мир. Также Мундус и его подручные «промывают мозги» людей через СМИ и отравляют их безалкогольным напитком с неким секретным ингредиентом. Узнав это, Данте одолело желание отомстить демонам за всё, и он присоединяется к Кэт и Вергилию.
С помощью Кэт, Данте удаётся пробраться на завод и убить Суккубшу — древнего демона, из соков которого и получали секретный компонент для напитка. Затем он направляется к башне телесети «RaptorNews». Там он получает новую способность, позволяющую ему использовать свою демоническую сущность для увеличения силы. Также он встречает друга отца — демона Финнеаса, который открывает Данте один секрет: у Мундуса есть наследник, которого вынашивает Лилит — владелица местного ночного клуба и «возлюбленная» Мундуса. Данте удаётся добраться до самой башни и убить телеведущего — Боба Барбаса, одного из приближённых Мундуса. Но при этом он узнаёт, что спецназ уже начал штурм штаб-квартиры, где находятся Кэт и Вергилий. Данте успевает добежать до штаб-квартиры прямиком перед штурмом. Двигаясь почти вровень со спецназом, но будучи в другом мире, он находит Кэт. Вместе они находят Вергилия в серверной. Пока Вергилий скачивает все данные с серверов, Данте отбивается от демонов. Однако спецназ уже почти пробрался внутрь. Братья вынуждены оставить Кэт и спастись бегством. Данте отправляется в ночной клуб, где подвергается атаке демонов. В итоге сама Лилит, с помощью своего ребёнка, пытается убить Данте. Однако Данте справляется с ней и берёт в заложники. Тем временем Мундус предлагает Вергилию сделку — отдать Кэт в обмен на Данте, но последний, в свою очередь, предлагает другой вариант — жизнь ребёнка Мундуса в обмен на Кэт.
Обмен происходит в доках Лимбо, а за всем «сверху» следит сам Мундус. Однако всё пошло не по плану: в процессе обмена Вергилий неожиданно убивает Лилит и её ребёнка. Обезумевший Мундус пытается убить троицу с помощью своих сил, однако им удаётся сбежать. Далее Кэт рассказывает об устройстве башни Мундуса. Пока Данте отвлекает внимание демонов, Вергилий пробирается внутрь, чтобы управлять всеми системами самому. Данте пробирается внутрь башни. С помощью Вергилия ему удаётся добраться до верха, где он и Вергилий взламывают систему безопасности и попадают в кабинет к Мундусу. Данте удаётся отвлечь Мундуса, вывев его из себя, из-за чего Мундус вышвыривает Данте из окна, после чего пытается убить его. Вергилий тем временем использует свой меч Ямато, чтобы закрыть портал в Ад, дающий силы Мундусу. Это приводит к слиянию миров (обычные люди начали видеть демонов). Вергилий спасает Данте, а последний сбрасывает Мундуса с крыши. После этого, Мундус принимает свою истинную форму, и братья вступают в последний бой с могущественным демоном, в котором с трудом одержали победу.
Данте, Кэт и Вергилий, стоя на крыше, смотрят на разрушенный город, понимая, что всё кончилось. Но в этот момент Вергилий раскрывает свои настоящие планы — он хочет править людьми вместо Мундуса, предлагая Данте разделить с ним власть. Данте в корне не согласен с позицией брата. Между ними происходит бой, в ходе которого Данте побеждает и чуть не убивает Вергилия. Однако Кэт вовремя останавливает Данте, и Вергилий отступает. Данте и Кэт стоят на крыше вдвоём и размышляют о будущем человечества.

### Vergil’s Downfall
Дополнение под названием Vergil’s Downfall (рус. Падение Вергилия) рассказывает о том, что произошло с Вергилием после финала основной игры. Вергилий, потеряв сознание, попадает в неизвестное измерение, где голос его матери Евы указывает ему «идти к свету». Вергилий следует за светом, но сталкивается с иллюзиями Кэт и Данте, последний из которых снова сильно изувечивает Вергилия. Вергилия спасает иллюзия самого себя, у которой находится его синий магический амулет, и предлагает ему второй шанс, и Вергилию приходится сражаться с полчищами демонов, пока он оправляется от ран, полученных от рук Данте. Вергилий  постепенно «убивает» иллюзии своего брата и Кэт, а его мать исчезает, выразив ужас при виде бессердечного чудовища, в которое превратился её сын. Вергилий убивает в бою свою собственную иллюзию, восстанавливает всю свою магию и уничтожает демонов, что встали у него на пути, после чего он возвращается в реальный мир. К нему подходят демоны и сначала пытаются напасть на него, но глаза Вергилия стали красными, после чего демоны кланяются ему в ноги, признавая его своим новым королём. Вергилий отправляется во главе своей новой армии в неизвестное место.

## Разработка

Ранний вариант нового Данте, сильно раскритикованный игроками и прессой.

Игра была официально анонсирована Capcom на Tokyo Game Show в сентябре 2010 года, чем подтвердились слухи о том, что разработка пятой части серии была передана студии Ninja Theory. Был показан трейлер, демонстрирующий игрокам новый стиль игры. Проект будет использовать движок Unreal Engine 3.
В интервью, опубликованном в блоге Kotaku, продюсер Алекс Джонс рассказал, что Capcom связалась с ними из-за впечатления, произведённого на них последней работой Ninja Theory — слэшером Heavenly Sword.
Первоначальная реакция журналистов и любителей серии была весьма негативна. Позже представители Capcom отметили, что они рассчитывали именно на такую реакцию, и что они делали это намеренно. DmC является оригинальной историей.
Позже, на E3 2011 был продемонстрирован видеоролик по игре. В нём показывалась боевая система, но не сам геймплей. Также в видеоролике был показан Данте в своём старом образе: белые волосы и ярко-красный плащ, что на самом деле являлось одной из форм превращения Данте.
На выставке E3 2012 была представлена демоверсия игры, состоящая из двух частей. Первая часть представляла собой тренировочный уровень. В нём Данте должен был уничтожать врагов, продвигаясь по улицам к церкви, где ему предстояло выбраться из неё. Вторая часть носила название «Secret Ingredient» (с англ. — «Секретный ингредиент»). Он представлял собой битву с боссом. Битва проходит под заводом по производству напитка «Virility», который делали из сока некого демона, известного как Poison (с англ. — «Яд»). Данте предстояло сперва оглушать босса, после чего отрывать его от машины по добыче сока и окончательно убить демона.
На выставке GamesCom 2012 были показаны ещё две демонстрации геймплея. Первая — это Данте, бегущий по развалинам моста и использующий новое оружие, «Эрикс» (англ. Eryx) — огромные своеобразные перчатки, использующие силу огня. Вторая часть геймплея — бой с Бобом Барбасом, местным ведущим новостей и одним из сильнейших демонов.
На прошедшей выставке Tokio Game Show 2012 появился новый трейлер. Также продюсер проекта, Алекс Джонс, заявил, что Вергилий хоть и появится в игре, однако играбельным этот персонаж не будет. Также было объявлено, что компьютерная версия игры будет разрабатываться польской студией QLOC и будет поддерживать 60 кадров в секунду.
В рамках выставки New York ComicCon 2012 был выпущен ещё один трейлер, который представляет собой перестроенную и дополненную версию предыдущего. Также была анонсирована демоверсия игры, которая должна поступить в открытый доступ 20 ноября для Xbox360 и 21 ноября для Playstation 3. Демоверсия будет доступна пользователям Xbox 360 и PlayStation 3. Было заявлено, что Мундус будет главным антагонистом новой игры. Вместе с этим появился арт Мундуса.
Позже Ninja Theory сделали объявление относительно уровней сложности в игре. Их стало семь. К классическим лёгкому, среднему и сложному прибавились также «Son of Sparda», «Dante Must Die», «Heaven or Hell» и «Hell and Hell», которые являются смешанными и включают в себя всё более быстрых и сильных противников.
3 декабря 2012 года компания «1С-СофтКлаб» объявила о старте приёма предварительных заказов DmC Devil May Cry. Версии для Xbox 360 и PlayStation 3 имеют некоторые различия. Оформив заказ на версию для Xbox 360, игрок получит саму игру, а также бесплатный Gold Pack, изменяющий внешний вид оружия, а также дающий способность к более лёгкому поиску тайников. Заказ версии для PlayStation 3 включает в себя игру, а также код на загрузку дополнения Vergil’s Downfall, которое изначально было доступно лишь в США и Канаде.
Capcom объявила точную дату выхода игры на персональных компьютерах. На территории Европы игра поступит в продажу 25 января 2013 года. Порт, разрабатываемый польской студией QLOC S.A., получит ряд нововведений. Игра будет выдавать до 60 кадров в секунду. Кроме того, игра обзаведётся поддержкой таких технологий, как «AMD Eyefinity» (одновременный вывод целого изображения на несколько дисплеев) и AMD CrossFireX (объединение нескольких видеокарт). Игра обзаведётся поддержкой сторонних контроллеров и будет распространяться в стандартном и цифровом виде (посредством Steam). Цифровая Steam-версия также обзаведётся поддержкой геймпадов, системой облачных сохранений Steam Cloud, доской лидеров и системой достижений. Также по этому случаю разработчики представили два ролика, демонстрирующих преимущества компьютерной версии игры.

### Демоверсия
Демонстрационная версия игры появилась в Xbox Live и PlayStation Network 20 ноября и 21 ноября соответственно. Она является переработанной версией демонстрации с E3 2012 и состоит из двух частей: демо-уровня и боя с боссом. В самой демоверсии есть 4 уровня сложности (последний открывается после полного прохождения демо), три секретных миссии, а также несколько бонусов вроде «Золотой сферы», спрятанных «Потерянных душ» и ключей для секретных миссий.

### Новый Данте

Последняя версия облика нового Данте

Одной из главных отличительных и скандальных особенностей игры от других игр серии стало кардинальное изменение внешности главного героя. Новый Данте теперь носит чёрные, короткие и взъерошенные волосы, а на макушке виднеется клок белых волос. Плащ Данте стал не совсем красный: его цвет заменён на тёмные тона с тёмно-синим оттенком. Внутренняя же часть плаща стала красной. Кроме того Данте носит светло-серую мятую майку под плащом, высокие тёмные, тяжёлые ботинки и чёрные выцветшие джинсы. На шее Данте остался амулет, хоть и изменённый внешне. Оружие Данте тоже изменилось: меч «Мятежник» стал менее громоздким, а у пистолетов Данте изменилась рукоятка и затворы.
Одной из первоначальных наработок являлась версия Данте в одних брюках на подтяжках. Ещё разработчики рассматривали кандидатуру лысого Данте, а также Данте облачённого в облегающую рваную кофту и кеды, с намотанными на руках и животе красными бинтами, но и этот вариант был отторгнут. Позднее он был включён в пакет дополнений как Нео-Данте. Более приближённая к окончательной версии внешность была представлена в артах и в тизере к игре. На них у Данте была желтоватая кожа, множественные синяки и порезы на лице, красные глаза. Кроме того, у Данте появилась привычка курить. Такое изменение во внешности разработчики обосновали тем, что на это их подтолкнула внешность современной молодёжи. Другая версия сводилась к тому, что внешность Данте была списана с одного из основателей компании, Тамима Антониадеса, который внешне походил на Данте. Сам Тамим опроверг этот слух.
После того, как в одном из трейлеров ведущий новостей Боб Барбас назвал Данте «сексуально девиантным», появились размышления о том, что новый Данте — гомосексуал. Ведущий дизайнер Тамим Антониадес опроверг это мнение, объяснив это тем, что ведущий новостей — это демон, который также хочет уничтожить Данте, для чего он и выставляет его террористом и извращенцем. Также разработчики добавили, что этот вопрос им задают не в первый раз.
Смена облика персонажа крайне не понравилась игрокам. В компанию приходили письма как с просьбами вернуть старый облик Данте, так и письма с угрозами, причём имелись даже экземпляры в форме стиха или песни.
Нынешняя версия нового Данте не сильно изменилась. Он стал больше похож на своего актёра озвучивания, Тима Филлипса (англ. Tim Phillips). Кожа Данте стала нормального оттенка. Порезы на лице исчезли. При использовании Devil Trigger Данте приобретает классический вид — белые волосы и красный плащ, глаза при этом становились красными, а на лице выступали белые вены.
Характер персонажа тоже понёс некоторые изменения: Данте стал более жёстким и больше походит на антигероя. Он по-прежнему имеет чувство юмора, которое теперь стало более тёмным: он использует грубые шутки и ненормативную лексику в разговорах с врагами, часто прибегает к насилию. Сильно изменилась и биография персонажа. Теперь Данте — сын демона и ангела в человеческом облике, который вырос в разных исправительных учреждениях под надзором демонов (в первом трейлере у него даже был свой номер — 64432B), что заставило его их ненавидеть. Сам Данте ныне является беспризорником: он живёт один в фургончике, расположенном у небольшого парка аттракционов.
В сети ходили слухи, что действие игры происходит где-то в Объединённом королевстве, чему способствовал соответствующий флаг на куртке Данте. Однако позже разработчики отметили, что нашивка — лишь отсылка к панк-культуре, но никак не демонстрация того, что место действия или сам герой как-то связаны с Великобританией.

## Саундтрек
Capcom сделала заявление, что над саундтреком будут работать две группы: нидерландское трио Noisia и норвежская группа Combichrist. Помимо треков, написанных специально для игры, издатель лицензировал ещё несколько ранее написанных группой «Combichrist» произведений, которые также попали в игру. Диск с саундтреком доступен в ограниченном издании игры.
За некоторые время до выхода игры стали доступны и диски с саундтреком. Диск от Combichrist называется No Redemption. Диск от Noisia не получил собственного названия.
| №   | Название                                  | Длительность |
| --- | ----------------------------------------- | ------------ |
| 1.  | «Age Of Mutation»                         | 2:32         |
| 2.  | «Zombie Fistflight»                       | 2:01         |
| 3.  | «Feed The Fire»                           | 3:59         |
| 4.  | «Gimme Deathrace»                         | 3:55         |
| 5.  | «Clouds Of War»                           | 4:04         |
| 6.  | «Buried Alive»                            | 3:09         |
| 7.  | «Empty»                                   | 4:32         |
| 8.  | «I Know What I Am Doing (Planet Treason)» | 2:43         |
| 9.  | «No Redemption»                           | 2:33         |
| 10. | «Falling Apart»                           | 2:45         |
| 11. | «Gotta Go»                                | 2:59         |
| 12. | «How Old Is Your Soul?»                   | 3:32         |
| 13. | «Pull The Pin»                            | 3:55         |

| №   | Название                          | Альбом                                  | Длительность |
| --- | --------------------------------- | --------------------------------------- | ------------ |
| 1.  | «Declamation»                     |                                         | 1:55         |
| 2.  | «What The Fuck Is Wrong With You» | What the Fuck Is Wrong with You People? | 5:01         |
| 3.  | «Get Your Body Beat»              | Get Your Body Beat                      | 4:49         |
| 4.  | «Never Surrender»                 | Never Surrender                         | 4:49         |
| 5.  | «Deathbed»                        |                                         | 5:59         |
| 6.  | «Follow The Trail Of Blood»       |                                         | 5:33         |
| 7.  | «Sent To Destroy»                 | Frost EP: Sent To Destroy               | 4:39         |
| 8.  | «Throat Full of Glass»            | Сингл                                   | 4:48         |
| 9.  | «Electrohead»                     | Industrial Attack Vol.2(сборник)        | 6:01         |
| 10. | «All Pain Is Gone»                | Ремикс                                  | 4:58         |
| 11. | «Media Riot»                      |                                         | 2:38         |

## Издания игры
- Предзаказанное — доступно для предзаказа в таких магазинах, как Amazon, Best Buy и GameStop. Различия между магазинами заключаются в том, какой набор дополнений получит игрок[37]:
  - Bone Pack — доступен при предзаказе через Amazon. В данном пакете оружие Данте выполнено так, словно сделано из костей. Также игрок получает способность «Шаровой комбайн» — с его помощью оружие и умения Данте улучшаются быстрее.
  - Golden Pack — доступен при предзаказе через Best Buy. В данном пакете оружие Данте полностью состоит из золота. Также игрок получает способность «Вещевой поисковик» — с его помощью Данте будет проще искать скрытые предметы.
  - Samurai Pack — доступен при предзаказе через GameStop. В данном пакете оружие Данте становится более строгим и реалистичным на вид. Также игрок получает бесплатные очки для улучшения оружия и навыков Данте с самого начала игры.
- Limited Edition — «ограниченное издание», включающее: диски с игрой и оригинальным саундтреком, арт-бук и кулон в виде пистолетов «Ebony и Ivory»[38].
- Son of Sparda Edition — последнее издание игры. В его комплект входят: диск с игрой, кулон Данте, код на получение Samurai Pack, а также изначально доступное количество очков для прокачки героя. Издание является эксклюзивом для Европы. Кулон Данте доступен лишь при заказе через Capcom Store[39][40].
- Definitive Edition — переиздание игры для консолей восьмого поколения, анонсированное в конце 2014 года, с датой выхода 11 марта 2015 года[41]. Добавляет в игру поддержку 60 FPS и 1080p, режимы Turbo Mode (увеличивает скорость игры на 20 %) и Must Style, все ранее выпущенные дополнения (включая «классические» скины из прошлых частей и дополнение про Вергилия), а также режим Lock-On для прицеливания врагов.

## Загружаемые дополнения
- Costume Pack — пакет дополнений, вносящий в игру три дополнительных костюма для Данте: Тёмный Данте (англ. Dark Dante), Нео-Данте (англ. Neo Dante) и Классический Данте (англ. Classic Dante).
- Bundle Pack — пакет дополнений, добавляющий в игру изменённые внешне «Арбитр», «Озирис» и «Воскресший». Имеются три вида: «Костяной» (англ. Bone Pack), «Золотой» (англ. Golden Pack) и «Самурайский» (англ. Samurai Pack). Также, каждый пакет имеет свои дополнительные способности.
- Bloody Palace — пакет дополнений, являющийся бесплатным. Режим «Кровавый дворец», ставший для серии стандартным, теперь является дополнением. Открыть его можно, полностью пройдя игру.
- Vergil’s Downfall — последнее дополнение. Главный герой дополнения — Вергилий. Сюжет дополнения продолжает сюжет оригинальной игры: Вергилий попадает в чистилище и пытается из него выбраться, разбираясь с внутренними демонами. В данном дополнении представлены новые приёмы, способности Вергилия, в то время как основной геймплей почти не претерпел изменений. По большей части использована рисованная анимация во время кат-сцен, с переходами в трехмерную игру, чего не было в оригинальной игре.

## Фильм
Capcom заявили, что студия Screen Gems начала работу над фильмом по мотивам новой видеоигры. Фильм будет называться просто — Devil May Cry. Всю информацию о фильме Capcom держат в секрете. Известен лишь сценарист картины — Кайл Уорд, написавший сценарий к фильмам «Хитмэн 2» и «Кейн и Линч»
Кроме того, перед показом пятой части «Обитель Зла» в кинотеатрах был продемонстрирован ролик, относящийся к Devil May Cry. Многие уверены, что данный ролик является трейлером к фильму, который будет анимационным и использовать CGI-графику. Как оказалось позже, это оказался лишь обыкновенный рекламный ролик. Другой информации о фильме не поступало.

## Комикс-приквел
17 августа 2013 года, издательство Titan Comix выпустило в продажу двухсерийный комикс под названием DmC Devil May Cry — The Chronicles of Vergil (рус. Хроники Вергилия). Автором комикса выступил Гийон «IZU» Дорисон, художественной частью занимались Патрик Пион, Жан Бастид и Робин Рехт. Комикс рассказывает о приключениях Вергилия и Кэт до основных событий.
Данте заточён в адской тюрьме, известной как Геена. Кэт находится на площади, в самый разгар раздачи напитка «Вирилити». Но как только очередь доходит до неё, Кэт попадает в Лимбо. Начинается хаос, в ходе которого Кэт видит «террориста в маске». После чего Кэт попадает в центральную тюрьму. Туда направился и незнакомец в маске. Он представляется Кэт. Его имя — Вергилий. Кэт нужна ему, чтобы освободить Данте из заточения и спасти человечество от демонского гнёта. В это время в камеру врываются демоны. Кэт удаётся использовать свои силы и переместить Вергилия в Лимбо. В конечном счёте оба героя оказываются в Геене.
Вергилий попадает внутрь Геены. Кэт же встречает в самой тюрьме других заключённых. Попытка разузнать о Данте приводит к тому, что Кэт навлекает гнев демонов на всех тех, кто был заточён здесь. На помощь Кэт приходит Вергилий, но ему не удаётся справиться с грозой Геены — Ониксами. Кэт помогает Вергилию, войдя в контакт с «мозгом» тюрьмы. Это позволило найти Данте как им, так и демонам. Вергилий и Кэт пытаются бежать, но духи Ониксов мешают им. Общими усилиями Кэт и Вергилий побеждают их. Несмотря на это, Вергилию приходится стереть Кэт часть памяти, иначе «их чувства будут лишь их слабостью».
Спустя три месяца начинаются основные события: Кэт находит Данте, чтобы предупредить его о надвигающейся угрозе.

## Отзывы и критика
| Сводный рейтинг       | Сводный рейтинг                                                   |
| Агрегатор             | Оценка                                                            |
| --------------------- | ----------------------------------------------------------------- |
| GameRankings          | X360: 86,33 % PS3: 85,75 % PC: 85,10 % XONE: 85,56 % PS4: 83,97 % |
| Иноязычные издания    |                                                                   |
| Издание               | Оценка                                                            |
| 1UP.com               | A                                                                 |
| Eurogamer             | 8/10                                                              |
| Game Informer         | 9/10                                                              |
| GameSpot              | 8/10                                                              |
| GameTrailers          | 9/10                                                              |
| IGN                   | 8,9/10                                                            |
| Joystiq               | [ 56 ]                                                            |
| Русскоязычные издания |                                                                   |
| Издание               | Оценка                                                            |
| Absolute Games        | 88 %                                                              |
| PlayGround.ru         | 9,0/10                                                            |
| Riot Pixels           | 78/100                                                            |
| «Игромания»           | 8,5/10 (сайт) 8,0/10 (журнал)                                     |
| «Страна игр»          | 9,0/10                                                            |

| Сводный рейтинг | Сводный рейтинг |
| Агрегатор       | Оценка          |
| --------------- | --------------- |
| GameRankings    | 68,17 %         |

Изначально игра получила негативные отзывы со стороны прессы и игроков. Больше всего пресса критиковала образ нового Данте, а сами игроки сравнивали нового Данте с гомосексуалом и эмо. На форумах игроки выражали своё недовольство, требуя от разработчиков вернуть Данте его прежний облик. Сами разработчики утверждали, что были готовы к такой реакции заранее.
По мере появления новой информации, трейлеров и демонстрационных версий игры, игра получила положительные отзывы от прессы. На выставке E3 игра также удостоилась похвал.
Игра также получила несколько положительных отзывов и на игровых выставках. EGMNOW отозвались об игре положительно, отметив, что «Devil May Cry хорош, как никогда». Сайт Eurogamer.com назвали игру «Захватывающей, сверхдинамичной, шикарной». Игра стала «лучшим экшеном» и «лучшей игрой на E3 2012» по мнению PSU. Сайт Hardcoregamer.com присвоил игре такие награды, как «Лучшая игра E3 2012, Объективный победитель». Также игра стала «лучшим экшеном Gamescom 2012» по версии Destructoid. Игра заняла третье место в номинации «Экшен года» (2013) журнала «Игромания», а портал «Игромания.ру» назвал её «Слэшером года».
Игра не оказалась столь продаваемой как рассчитывал издатель. Изначально, прогнозы были на 2 миллиона копий, однако позже уровень «ожиданий» упал до 1.2 миллионов. Продажи за первый месяц оказались почти в три раза хуже, чем у Devil May Cry 4. В результате это поставило разработку сиквела под большой вопрос — в итоге CAPCOM предпочла заняться переизданием DMC4, а Ninja Theory — собственной игрой.
Летом 2018 года, благодаря уязвимости в защите Steam Web API, стало известно, что точное количество пользователей сервиса Steam, которые играли в игру хотя бы один раз, составляет 987 543 человека.

## Продолжение
После выхода игры разработчики заявили, что у истории будет продолжение. Продюсер проекта, Алекс Джонс, объяснил, что игрокам будет интересно узнать о произошедшем далее. Также Джонс отметил, что финал игры оставит у игроков немало вопросов.
Однако проект был заморожен и компания вернулась к классической серии, продолжение которой анонсировали на Е3 2018.